# Mark Kac

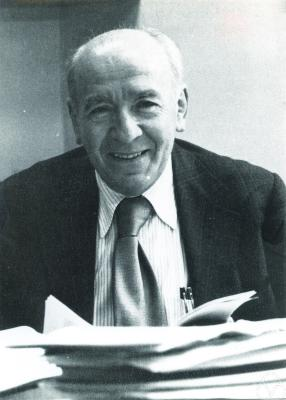
Mark Kac

Mark Kac (auch Marek Kac; * 3. August 1914 in Kremenez; †  26. Oktober 1984 in Kalifornien), ausgesprochen [ˈkaʦ], war ein polnisch-US-amerikanischer Mathematiker.

## Leben
Kac wurde als Sohn jüdischer Eltern im Generalgouvernement Warschau geboren, einem Teil des Russischen Kaiserreiches. 1915 wurde die Familie nach Russland evakuiert, und er erhielt Hausunterricht von seinem Vater, lernte Französisch von seiner Gouvernante, Polnisch aber erst nach der Rückkehr nach Polen 1921. Dort studierte er an der Universität Lemberg in Lemberg bei Hugo Steinhaus, mit dem er auch befreundet war, Mathematik und wurde 1937 promoviert. Er bemühte sich um ein Stipendium in die USA und kam schließlich 1939 an die Cornell University in Ithaca, New York, wo er 1947 Professor wurde. 1961 ging er an die Rockefeller University in New York City und 1981 an die University of Southern California.
Sein Hauptarbeitsgebiet war die Wahrscheinlichkeitstheorie, speziell ihre Anwendung in der statistischen Mechanik. Mit Richard Feynman gab er eine Pfadintegral-Lösung der Fokker-Planck-Gleichung (sie beschreibt die zeitliche Entwicklung einer Wahrscheinlichkeitsverteilung unter Drift und Diffusion, zum Beispiel bei brownscher Bewegung), die Feynman-Kac-Formel, die beispielsweise mit Monte-Carlo-Verfahren angenähert werden kann. Er war mit Paul Erdős, mit dem er mehrmals zusammenarbeitete, ein Pionier in der Anwendung der Wahrscheinlichkeitstheorie in der Zahlentheorie, wo schon George Pólya eine wahrscheinlichkeitstheoretische Deutung des Primzahlsatzes gegeben hatte. Kac und Erdős geben eine solche „Ableitung“ in American Journal of Mathematics Band 62, 1940, S. 738. Exakt bewiesen sie, dass die Anzahl der Primfaktoren einer Zahl normalverteilt ist (Satz von Erdős-Kac). Weiterhin hat Kac an der Theorie der Phasenübergänge und über exakte Modelle in der statistischen Mechanik gearbeitet (sphärisches Modell von Kac/Berlin, Physical Review 1952 u. a.). Mit John Clive Ward entwickelte er 1952 eine kombinatorische Behandlung des zweidimensionalen Ising-Modells.
Berühmt ist auch sein Aufsatz Can one hear the shape of a drum?, American Mathematical Monthly 1966, der 1968 den Chauvenet-Preis der American Mathematical Society für herausragende mathematische Expositionen erhielt. Darin geht es darum, aus dem Spektrum (Eigenwerte) des Laplace-Operators (was auch Verbindungen zur Wahrscheinlichkeit hat; die stationäre Wärmeleitungsgleichung ist die Laplace-Gleichung) in einem Gebiet auf dessen geometrische Form zu schließen. Hermann Weyl hatte schon 1915 festgestellt, dass das asymptotische Spektrum der Eigenwerte durch das Volumen des Gebietes bestimmt wird. Im Allgemeinen ist die Antwort jedoch negativ (Gegenbeispiele liefern sogenannte isospektrale Gebiete, das heißt verschiedene Form, identisches Spektrum). Stark an Bedeutung gewann das Gebiet, nachdem der Atiyah-Singer-Indexsatz Zusammenhänge zwischen der Topologie einer Mannigfaltigkeit und dem Spektrum des Laplace- bzw. Dirac-Operators (gleichsam die „Quadratwurzel“ des Laplace-Operators) auf dieser Mannigfaltigkeit aufzeigte und in den 1970er Jahren Beweise dieses Theorems mittels der Wärmeleitungsgleichung (Diffusion) gefunden wurden.
1959 wurde er in die American Academy of Arts and Sciences gewählt, 1965 in die National Academy of Sciences und 1969 in die American Philosophical Society. 1978 erhielt er den George-David-Birkhoff-Preis für Angewandte Mathematik. Seit 1981 war er auswärtiges Mitglied der Königlich Niederländischen Akademie der Wissenschaften.
Zu seinen Doktoranden gehörten Harry Kesten und Murray Rosenblatt.
Kacs Eltern und der jüngere Bruder kamen im Getto von Kremenez ums Leben.

## Werke
- mit Stanislaw Ulam: Mathematics and Logic: Retrospect and Prospects. Praeger, New York 1968, Dover paperback reprint.
- Enigmas of Chance: An Autobiography. Harper and Row, New York, 1985. Sloan Foundation Series. Posthum mit Nachwort von Gian-Carlo Rota veröffentlicht.
- Statistical independence in probability, analysis and number theory. (Carus Mathematical Monographs No. 12), MAA und John Wiley, 1959.
- Probability, number theory and statistical physics. (Reprint von Kacs Arbeiten mit seinem Kommentar und autobiographischer Note), 1979.
- Probability and related topics in the physical sciences. 1959 (mit Beitrag von Uhlenbeck zur Boltzmann-Gleichung und Hibbs zur Quantenmechanik, Boulder Seminar 1957).
- Random walk and the theory of Brownian motion. American Mathematical Monthly, 1947, S. 369 (erhielt ebenfalls den Chauvenet-Preis).
- On applying mathematics – reflections and examples. Quarterly Journal of Applied Mathematics, Band 30, 1972, S. 17.
- mit Ward: A combinatorial solution of the 2 dimensional Ising model. Physical Review Band 88, 1952, 1332.
- Can one hear the shape of a drum? American Mathematical Monthly, Band 73, 1966, S. 1–23.